# 李心天
李心天（1924年2月—2019年5月2日），男，湖南零陵人，中国心理学家。

## 生平
1924年出生于湖南零陵，1937年七七事变后随父母辗转全国各地，1938年姐姐李心田不幸在途中患病去世，随后先后来到桂林和贵阳，1942年2月毕业于贵阳清华中学。1948年6月毕业于湘雅医学院，毕业后留校任教。1958年进入中国科学院心理研究所，拜师于心理学家丁瓒。1987年至1990年任职于北京协和医学院，1986年至1991年任职于中国医科大学，1985年至2000年任职于北京大学医学部。
2019年5月2日在北京安贞医院逝世，享年95岁。

## 家庭
父亲是中国共产党创始人之一的李达，母亲是王会悟。姐姐李心田，妹妹李心怡。